# Barranca del Aguacate
Barranca del Aguacate är en ort i Mexiko.   Den ligger i kommunen Atotonilco el Alto och delstaten Jalisco, i den centrala delen av landet, 400 km väster om huvudstaden Mexico City. Barranca del Aguacate ligger 1 695 meter över havet och antalet invånare är 154.
Terrängen runt Barranca del Aguacate är huvudsakligen kuperad, men åt nordväst är den platt. Runt Barranca del Aguacate är det ganska tätbefolkat, med 179 invånare per kvadratkilometer. Närmaste större samhälle är La Barca, 18,0 km söder om Barranca del Aguacate. Trakten runt Barranca del Aguacate består till största delen av jordbruksmark.